# Råstenen
Råstenen är en klippa i Finland.   Den ligger i den ekonomiska regionen  Jakobstadsregionen  och landskapet Österbotten, i den centrala delen av landet, 400 km norr om huvudstaden Helsingfors.
Terrängen runt Råstenen är mycket platt. Havet är nära Råstenen norrut. Runt Råstenen är det glesbefolkat, med 8 invånare per kvadratkilometer. Närmaste större samhälle är Karleby, 12,9 km öster om Råstenen. I omgivningarna runt Råstenen växer i huvudsak blandskog.